# Llengües takic
Les llengües takic constitueixen un dels grups que formen la divisió meridional de les llengües uto-asteca, parlades a Amèrica del Nord.

## Classificació
La classificació interna de les llengües takic consta d'un grup septentrional i un grup meridional:
Serrano-Tonvga (takic septentrional)
Serrano
Serrano
Kitanemuk†
Tongva†
Gabrieleño
Fernandeño
Cupano (takic meridional)
Cahuilla-Cupeño
Cahuilla
cupeño†
Luiseño-Juaneño
Tataviam (?)
El signe † denota llengües que es consideren completament extintes, a més totes llengües takic que encara sobreviuen estan severament amenaçades d'extinció.

## Descripció lingüística

### Morfologia
Les llengües takic són aglutinants, on les paraules arriben a estar formades per una arrel seguida per llargues sèries de sufixos.

## Comparació lèxica
Els numerals per a les diferents llengües takic són:
| GLOSSA | Cahuilla     | Luiseño  | Serrano  | PROTO- TAKIC |
| ------ | ------------ | -------- | -------- | ------------ |
| '1'    | suplli       | suˈpul   | haukp    | *supuli      |
| '2'    | wih          | weh      | wøh      | *wøhi        |
| '3'    | pah          | ˈpāhay   | pāhiʔ    | *pāhai       |
| '4'    | wičiw        | waˈsaʔ   | wačah    | *wa¢i-       |
| '5'    | nema kʷanang | maˈhār   | mahäţ    | *mahat       |
| '6'    | kʷan suplli  | paˈvāhay | päːvahiʔ | *pa-pāhay    |
| '7'    | kʷan wih     |          | wačkuvik |              |
| '8'    | kʷan pah     |          | wāhʷč    |              |
| '9'    | kʷan wičiw   |          | maʔkuvik |              |
| '10'   | nema čumi    |          | wahmäţ   |              |

En la taula anterior els signes de l'AFA /¢, č/ representen dues africades (alveolar i postalveolar, AFI = /ʦ, ʧ/).